# Najważniejsze pytanie
Najważniejsze pytanie (ang. The Greatest Question)– amerykański film z 1919 roku w reżyserii D.W. Griffitha.